# Wulf Olm
Wulf Olm (* 1942 in Berlin; † 5. April 2007 ebenda) war ein deutscher Fotograf, insbesondere auf den Feldern der Sport- und Tierfotografie.

## Leben
Wulf Olm wuchs in Berlin-Karlshorst auf und hatte immer eine große Bindung zur dortigen Trabrennbahn. Er absolvierte eine Ausbildung als Fotograf, Laborant und als Diplom-Fotografiker im Fernstudium an der Hochschule für Grafik und Buchkunst in Leipzig. Er arbeitete ab 1966 als Fotoreporter für die Junge Welt, das Organ der FDJ. Olm war Teil der Gruppe Jugendfoto Berlin. Er widmete sich der Sportfotografie und zählte in diesem Metier zu den Besten in der DDR. Olm gewann mit seinen Bildern zahlreiche Preise in Europa, darunter in Spanien. 1986 wechselte er zur Berliner Zeitung. Inzwischen hatte er sich auch in der Reportagefotografie einen Namen gemacht.
Nach der Wende 1989 kaufte sich Olm mehrere Rennpferde und ließ diese u. a. von Erich Schmidtke in Karlshorst trainieren. Nach dessen Tod verkaufte er seine Pferde an Reiterhöfe und wandte sich nun endgültig der Tierfotografie zu. Im Tierpark Berlin – hier hatte er bereits als Jugendlicher beim Aufbau geholfen – war er ein gern gesehener Gast und hatte dort sogar Ausstellungen.
Der zuletzt im Bezirk Lichtenberg lebende Wulf Olm starb nach anderthalbjähriger Krankheit im April 2007 an Krebs. Sein Grab befindet sich auf dem Karlshorster und Neuen Friedrichsfelder Friedhof in Berlin-Karlshorst. Er hinterließ eine Tochter.

## Werke (Auswahl)
- Alexander Osang: Aufsteiger – Absteiger. Karrieren in Deutschland. Berlin 1992. Mit Fotos von Wulf Olm.
- Alexander Osang: Die stumpfe Ecke. Alltag in Deutschland. 25 Porträts und ein Interview. Berlin 1994. 3., erweiterte Aufl. 2002. Mit Fotos von Wulf Olm.
- Wulf Olm: Tierisch. Impressionen aus dem Berliner Tierpark und Zoo. Christoph Links Verlag, Berlin 2007, ISBN 978-3-86153-428-0.